# Casa-Museo Antonio Maura
La Casa-Museo Antonio Maura es un edificio donde vivió el político español Antonio Maura, que se encuentra ubicado en el número 16 de la calle Antonio Maura de Madrid y alberga la Fundación del mismo nombre. Está integrada dentro del Paisaje de la Luz, un paisaje cultural declarado Patrimonio de la Humanidad el 25 de julio de 2021.

## Historia
Fue construida en los años 1922-1923 por el arquitecto Secundino Zuazo en la calle Antonio Maura 16 de Madrid, antigua calle de Lealtad, ubicada entre la plaza de la Lealtad y la calle de Alfonso XII, en el distrito 3 (Retiro) del Barrio de los Jerónimos. Para Zuazo, este edificio formaba parte de su etapa de promotor del ensanche, junto a otros proyectos arquitectónicos como el complejo Villanueva-Gurtubay en 1924 y la casa de Velázquez 18, en 1926. Fue sede de la compañía de seguros La Nationale.
Desde 1925, la calle Lealtad pasó a llamarse calle Antonio Maura en homenaje a este político que vivió en dicho edificio.

## Descripción
A mediados del siglo XX, Ramón Maura de Herrera lo reformó para su uso como sede de la Fundación Antonio Maura. Conservó los despachos del estadista y todo el mobiliario y enseres que se dispuso según estaba en origen, se desmontó el suelo de madera para volver a colocarlo igual y se conservaron también las rejas de las ventanas, así como trozos de pintura y artesonado. Contiene la biblioteca de la fundación con más de quince mil volúmenes y el Archivo Histórico. Se trata de un archivo privado familiar, fundado en 1970 y abierto al público en 1972, que conserva fondos desde el 1 de enero de 1880 hasta el 31 de diciembre de 1999. Está recogido en el Censo de Archivos de la Comunidad de Madrid, de 2018.